# Estación de Baunatal
Baunatal es una estación de la línea 10 (tramo MetroNorte) del metro de Madrid situada bajo la intersección entre las avenidas de Lomas del Rey y Baunatal, cerca de la Universidad Popular, en San Sebastián de los Reyes (Ensanche-Praderón-Alamillos).

## Historia
La estación abrió al público el 26 de abril de 2007 junto con el resto de estaciones de MetroNorte. En el proyecto se barajó el nombre de Universidad Popular, inclinándose al final por el nombre de una ciudad hermanada a San Sebastián de los Reyes, Baunatal (Alemania).

## Accesos
Vestíbulo Baunatal
- Avenida Lomas del Rey Avda. Lomas del Rey, 1 (esquina Avda. de la Independencia)
- Ascensor Avda. Lomas del Rey, 1 (esquina Avda. de la Independencia)

## Líneas y conexiones

### Metro
| << cabecera            | < estación      | línea | estación >      | cabecera >>                                  |
| ---------------------- | --------------- | ----- | --------------- | -------------------------------------------- |
| Hospital Infanta Sofía | Reyes Católicos |       | Manuel de Falla | Puerta del Sur Cambio de tren en Tres Olivos |

### Autobuses
| Diurnos |                                                      |                                                                                   |          |
| Línea   | Destino                                              | Parada                                                                            | Operador |
| 4       | Polideportivo                                        | 06804 Pza. Universidad Popular-Est. Baunatal (Plaza de la Universidad Popular, 2) | Interbus |
| 5       | Alcobendas - Soto de la Moraleja                     | 06804 Pza. Universidad Popular-Est. Baunatal (Plaza de la Universidad Popular, 2) | Interbus |
| 5       | San Sebastián de los Reyes                           | 06804 Pza. Universidad Popular-Est. Baunatal (Plaza de la Universidad Popular, 2) | Interbus |
| 4       | Moscatelares                                         | 11598 Av. Rosa Luxemburgo-Est. Baunatal (Avenida de Rosa Luxemburgo, 1)           | Interbus |
| 7       | Circular (Estación FFCC > Polígonos > Estación FFCC) | 11598 Av. Rosa Luxemburgo-Est. Baunatal (Avenida de Rosa Luxemburgo, 1)           | Interbus |

| Diurnos   |                                                    |                                                                                   |                |
| Línea     | Destino                                            | Parada                                                                            | Operador       |
| 153       | Madrid (Plaza de Castilla)                         | 06804 Pza. Universidad Popular-Est. Baunatal (Plaza de la Universidad Popular, 2) | Interbus       |
| 154       | Madrid (Chamartín) (por Fuencarral)                | 06804 Pza. Universidad Popular-Est. Baunatal (Plaza de la Universidad Popular, 2) | Interbus       |
| 154C      | San Sebastián de los Reyes (Avda. de los Quiñones) | 06804 Pza. Universidad Popular-Est. Baunatal (Plaza de la Universidad Popular, 2) | Interbus       |
| 158       | San Sebastián de los Reyes (Tempranales)           | 06804 Pza. Universidad Popular-Est. Baunatal (Plaza de la Universidad Popular, 2) | Interbus       |
| 827A      | Alcobendas - Universidad Autónoma                  | 06804 Pza. Universidad Popular-Est. Baunatal (Plaza de la Universidad Popular, 2) | Empresa Montes |
| 154C      | Madrid (Plaza de Castilla)                         | 11598 Av. Rosa Luxemburgo-Est. Baunatal (Avenida de Rosa Luxemburgo, 1)           | Interbus       |
| 158       | Alcobendas - Madrid (Pinar de Chamartín)           | 11598 Av. Rosa Luxemburgo-Est. Baunatal (Avenida de Rosa Luxemburgo, 1)           | Interbus       |
| Nocturnos |                                                    |                                                                                   |                |
| Línea     | Destino                                            | Parada                                                                            | Operador       |
| N102      | Madrid (Plaza de Castilla)                         | 06804 Pza. Universidad Popular-Est. Baunatal (Plaza de la Universidad Popular, 2) | Interbus       |